# Emblèmes des provinces et territoires du Canada
Les emblèmes des provinces et territoires du Canada sont des drapeaux, des armoiries ainsi que des plantes ou animaux emblématiques.

## Provinces
| Province                | Armoiries                            | Emblèmes environnementaux | Emblèmes environnementaux | Emblèmes environnementaux | Emblèmes environnementaux        | Tartan | Devise                                                                            | Autre                                                                                     |
| Province                | Armoiries                            | Fleur                     | Animaux | Arbre                     | Minéral                          | Tartan | Devise                                                                            | Autre                                                                                     |
| ----------------------- | ------------------------------------ | ------------------------- | --- | ------------------------- | -------------------------------- | --- | --------------------------------------------------------------------------------- | ----------------------------------------------------------------------------------------- |
| Ontario                 | Armoiries de l'Ontario               | Trille blanc              | Oiseau : Huart à collier | Pin blanc                 | Améthyste                        | https://static.wixstatic.com/media/053522_bed368bb13fa4fb18162eb06312f7d13~mv2.jpeg/v1/fill/w_540,h_540,al_c,q_80,usm_0.66_1.00_0.01/053522_bed368bb13fa4fb18162eb06312f7d13~mv2.webp | Ut incepit fidelis sic permanet (« Fidèle elle a commencé, fidèle elle demeure ») |                                                                                           |
| Québec                  | Armoiries du Québec                  | Iris versicolore          | Oiseau : Harfang des neiges                                                                                                   | Bouleau jaune             |                                  | https://static.wixstatic.com/media/053522_5c8c3568d6c045648592d2f2db213cb2~mv2.jpeg/v1/fill/w_540,h_540,al_c,q_80,usm_0.66_1.00_0.01/053522_5c8c3568d6c045648592d2f2db213cb2~mv2.webp | Je me souviens                                                                    |                                                                                           |
| Nouvelle-Écosse         | Armoiries de la Nouvelle-Écosse      | Fleur : Fleur de mai      | Oiseau : Balbuzard pêcheur Mammifère : Retriever de la Nouvelle-Écosse, cheval de l'Île de Sable Poisson : Truite de ruisseau | Épinette rouge            | Gemme : Agate Minéral : Stilbite | Tartan de Nouvelle-Écosse | Munit haec et altera vincit (« L’une défend et l’autre conquiert »)               | Fossile : Hylonomus lyelli Navire : le Bluenose II Baie : Bleuet sauvage                  |
| Nouveau-Brunswick       | Armoiries du Nouveau-Brunswick       | Violette cucullée         | Oiseau : Mésange à tête noire                                                                                                 | Sapin baumier             |                                  | https://static.wixstatic.com/media/053522_a2aec74d32d1446e87f918305c7198fa~mv2.jpeg/v1/fill/w_540,h_540,al_c,q_80,usm_0.66_1.00_0.01/053522_a2aec74d32d1446e87f918305c7198fa~mv2.webp | Spem reduxit (« L’espoir ravivé »)                                                | Sol : série de sols de Holmesville Mouche de pêche : « province pittoresque »             |
| Manitoba                | Armoiries du Manitoba                | Pulsatille                | Oiseau : Chouette lapone Mammifère : Bison des plaines Poisson : Doré jaune                                                   | Épinette blanche          |                                  | Tartan du Manitoba | Gloriosus et liber (« Glorieuse et libre »)                                       | Sol : sol Newdale (Chernozem noir orthique) Herbe : Barbon fourchu                        |
| Colombie-Britannique    | Armoiries de la Colombie-Britannique | Cornouiller de Nuttal     | Oiseau : Geai de Steller Mammifère : Ours Kermode Poisson : Saumon du Pacifique                                               | Thuya géant               | Jade                             | https://static.wixstatic.com/media/053522_1cea6c51500d4e32a28c32eb341b15f2~mv2.jpeg/v1/fill/w_540,h_540,al_c,q_80,usm_0.66_1.00_0.01/053522_1cea6c51500d4e32a28c32eb341b15f2~mv2.webp | Splendour sine occasu (« Éclat sans ternissure »)                                 |                                                                                           |
| Île-du-Prince-Édouard   |                                      | Sabot de la Vierge        | Oiseau : Geai bleu | Chêne rouge d'Amérique    |                                  | https://static.wixstatic.com/media/053522_230feedacf4e41c3b2436308a25a00dc~mv2.jpeg/v1/fill/w_540,h_540,al_c,q_80,usm_0.66_1.00_0.01/053522_230feedacf4e41c3b2436308a25a00dc~mv2.webp | Parva sub ingenti (« Le petit sous la protection du grand »)                      | Sol : sol de Charlottetown                                                                |
| Saskatchewan            | Blason de la Saskatchewan            | Lys rouge de l'Ouest      | Oiseau : Tétras à queue fine Mammifère : Cerf de Virginie                                                                     | Bouleau à papier          | Potasse                          | Tartan de la Saskatchewan | Multis e gentibus vires (« Nos peuples, notre force »)                            | Herbe : Stipe comateuse Baie : baie de Saskatoon Poisson : Sander vitreus Sport : Curling |
| Alberta                 |                                      | Rose aciculaire           | Oiseau : Grand-duc d'Amérique Mammifère : Mouflon canadien Poisson : Omble à tête plate                                       | Pin tordu                 | Bois pétrifié                    | Tartan de l'Alberta | Fortis et liber (« Fort et libre »)                                               | Herbe : Fétuque scabre Couleurs : - jaune - bleu                                          |
| Terre-Neuve-et-Labrador | Armoiries de Terre-Neuve-et-Labrador | Sarracénie pourpre        | Oiseau : Macareux moine Gibier à plume : Perdrix                                                                              |                           |                                  | Tartan de Terr-Neuve-et-Labrador | Quærite prime regnum Dei (« Chercher d’abord le royaume de Dieu »)                |                                                                                           |

## Territoires
| Territoire                | Armoiries                               | Emblèmes environnementaux     | Emblèmes environnementaux                                   | Emblèmes environnementaux | Emblèmes environnementaux               | Tartan | Devise                                | Autre |
| Territoire                | Armoiries                               | Fleur                         | Animaux                                                     | Arbre                     | Minéral                                 | Tartan | Devise                                | Autre |
| ------------------------- | --------------------------------------- | ----------------------------- | ----------------------------------------------------------- | ------------------------- | --------------------------------------- | --- | ------------------------------------- | ----- |
| Yukon                     | Armoiries du Yukon                      | Épilobe en épi                | Oiseau : Grand Corbeau                                      | Sapin subalpin            | Lazulite                                | https://static.wixstatic.com/media/053522_6b9be1b607bb4e8c9feb89cf6f37ab3d~mv2.jpeg/v1/fill/w_551,h_392,al_c,q_80,usm_0.66_1.00_0.01/coming%20soon-01.webp |                                       |       |
| Territoires du Nord-Ouest | Armoiries des Territoires du Nord-Ouest | Dryade à huit pétales         | Oiseau : Faucon gerfaut Poisson : Ombre de l'Arctique       | Mélèze laricin            | Minéral : Or Pierre précieuse : Diamant | https://static.wixstatic.com/media/053522_982a3992c8464552885adfd4f1f13b80~mv2.jpeg/v1/fill/w_551,h_392,al_c,q_80,usm_0.66_1.00_0.01/coming%20soon-01.webp |                                       |       |
| Nunavut                   | Armoiries du Nunavut                    | Saxifrage à feuilles opposées | Oiseau :Perdrix des neiges Mammifère : Chien inuit canadien |                           |                                         | https://static.wixstatic.com/media/053522_4afc31ec965a434f850b54c11092fb67~mv2.jpeg/v1/fill/w_551,h_392,al_c,q_80,usm_0.66_1.00_0.01/coming%20soon-01.webp | ᓄᓇᕗᑦ ᓴᙱᓂᕗᑦ (« Nunavut, notre force ») |       |